# Družba sestara milosrdnica sv. Vinka Paulskog u Brčkom
Družba sestara milosrdnica sv. Ivana Paulskog, rimokatolički je crkveni ženski red koji je svojim odgojno-obrazovnim, zdravstvenim i humanitarno radom djelovao u Brčkom od 1886. do 1984. godine. Njihovo nesebično zalaganje za dobrobit i razvoj školstva, kao i rad na osobnoj profesionalnoj edukaciji, doprinio je da konfesionalna škola, prvobitno namijenjena za obuku i odgoj pripadnika katoličke zajednice, ostane dugo godina otvorena i prihvaćena i od zajednica drugih vjeroispovijesti: Židova, protestanata, pravoslavaca i muslimana.

## Povijest
Prisustvo setara milosrdnica sv. Ivana Paulskog iz Zagreba na bosanskohercegovačkom tlu veže se za 1871. godinu, kada su četiri sestre došle iz Zagreba u Sarajevo. Nesebičnim radom na odgojno-obrazovnom i društveno-zdravstvenom polju, kao i spremnost na žrtvu prvih sestara, snažno su doprinijeli brzom širenju i grananju zajednica u svim većim gradovima Bosne i Hercegovine. 
Upornim traženjem i nastojanjem tadašnjeg vrhbosanskog nadbiskupa Josipa Stadlera, petnaest godina poslije dolaska prvih sestara u Bosnu i Hercegovinu, sestre sv. Ivana Paulskog dolaze u brčanske. Po osnivanju brčanske filijale 1886. sestre prvobitno djeluju u Djevojačkoj osnovnoj pučkoj školi. Godine 1896. osnovan je u okviru osnovne škole konvikt za djevojčice iz susjednih mjesta, a 1889. godine dječje zabavište za djecu predškolske dobi. Viša djevojačka škola otpočela je svoj rad 1912. godine, a školske 1919/20. godine u sestrinsku osnovnu školu polaze i muška djeca, te je ona pretvorena u mješovitu osnovnu školu.
Po promjeni naziva, Viša djevojačka škola je od 1924. godine radila kao Građanska škola, sve do 1934. godine kada je zatvorena. Iako je građanska škola zatvorena, osnovna pučka škola uspješno je radila sve do kraja Drugog svjetskog rata 1945. godine, kada su ukinute sve vjerske škole na području Bosne i Hercegovine. Sestre su zdravstveni rad otpočele u bolnici 1939. godine. U vremenu neposredno poslije Drugog svjetskog rata vršeni su razni pritisci prema sestrama, između ostalog, određeno im je da mogu na radu u bolnici djelovati samo u građanskim odijelima, tj. da skinu vjersku odjeću. Odlukom gradskog Narodnog odbora naređeno im je da dotadašnju stambenu zgradu, koja je za njih izgrađena i u koju su se uselile 1886. godine, moraju prepustiti na raspolaganje Vojnoj bolnici 16. divizije. Rad sestara nastavljen je sve do 1974. godine, kada je posljednja sestra zaposlena u gradskoj bolnici otišla u mirovinu.
Rad sestara je u svom višedesetljetnom odgojno-obrazovnom i zdravstvenom djelovanju u Brčkom iza sebe ostavila nemjerljiv trag i doprinos razvoju prosvjete, zdravstva i društva u cjelini. Sestrinski apostolat bitno se mijenjao zavisno od političko-povijesnih događaja na prostorima Bosne i Hercegovine, međutim, one su ostale vjerne svojoj karizmi vjerskog poslovanja. Škole su bile usklađene sa svim zakonskim odredbama, a nastave se održavala po državnim službenim planovima i programima. 
Njihovo nesebično zalaganje za dobrobit i razvoj školstva, kao i rad na osobnoj profesionalnoj edukaciji, doprinio je da konfesionalna škola, prvobitno namijenjena za obuku i odgoj pripadnika katoličke zajednice, ostane dugo godina otvorena i prihvaćena i od zajednica drugih vjeroispovijesti: židova, protestanata, pravoslavaca i muslimana. 
Sestre su radile na poboljšanju kvaliteta obrazovanja, zdravstva, ali je njihov humanitarni rad predstavljao veliki iskorak na polju emancipacije žena na prostoru Brčkog. Pored dugogodišnjeg rada na podučavanju učenica i učenika u osnovnoj i učenica u višoj školi, pokrenuto je pitanje obrazovanja i stručne kvalifikacije samih sestara za rad u školi i bolnici. Njihovo zalaganje za unapređenjem nastavnog procesa, otvorilo je vrata većem profesionalnom angažmanu žena u Brčkom krajem 19. i početkom 20. stoljeća. Naime, časne sestre ovog reda bile su prve učiteljice sa završenom učiteljskom školom u Bosni i Hercegovini. 
Doprinos sestrinskog Zavoda za profesionalni razvoj ženske djece ogleda se i u činjenici da su četrdeset i pet djevojaka, rođenih u Brčkom, svoj životni put pronašle u Družbi sestara milosrdnica sv. Ivana Paulskog, stupivši u vjerski život. Tako je sestra Falkonerija Mićanović, rođena 1896. godine u Brezovom Polju, prva stupila u novicijat 2. veljače 1916. godine u Zagrebu, a posljednja koja je stupila u novicijat 1996. godine bila je sestra majka Gordana Zečević, rođena 1978. godine u Brčkom.

## Katolička škola od 1886. do 1949.
Ideja o podizanje katoličke škole u Brčkom ranijeg je datuma. Na sastanku starješinstva Bosne Srebrene u Kraljevoj Sutjesci, 5. ožujka 1868. godine, kojem je predsjedavao biskup Vujičić, odlučeno je i o podizanju osnovne škole u Brčkom. Fra Blaž Ikić pokušao je 1880. godine otvoriti školu u Brčkom, i za te namjene uredio je zgradu, nabavio školske knjige, našao i učitelja, ali se građani Brčkog nisu htjeli obvezati na stalan doprinos za uzdržavanje učitelja. 
Godine 1883. vrhosanski nadbiskup Josip Stadler osobno se zauzeo za ovu ideju. Dopisom od 7. ožujka 1883. godine upozorava župnika u Brčkom, da bi bilo zgodno i potrebno da se u Brčkom osnuje konfesionalna škola, i u tu svrhu pozovu sestre milosrdnice iz Zagreba. Dana 9. srpnja 1885. godine Stadler je zamolio Zemaljsku vladu u  Sarajevu za novčanu podršku u izdržavanju sestara. U odgovoru datiranom 14. studenog 1885. godine odvratila je Zemaljska vlada: 
Uslijedilo je priopćenje šefa Zemaljske vlade i rukovoditelja administracije Kučeva, 1. ožujka 1886. godine, upućenog nadbiskupu Josipu Stadleru, u kojem se navodi da formalno odobrenje za smještaj milosrdnih sestara u Brčkom i pokretanje katoličke osnovne škole za djevojčice može biti realizirano ukoliko se osiguraju sredstva za njihovu egzistenciju. 
Pet mjeseci kasnije stiže preko Ordinarijata dozvola Zemaljske vlade, dopisom od 20. travnja 1886. godine, da se sestre mogu naseliti u Brčkom. Uslijedili su pregovori između općine Brčko i predstavništva Družbe u vezi materijalnog statusa sestara. Konačno su se obje strane sporazumjele i sestre su 5. rujna 1886. godine došle u Brčko.
Škola i samostan su na tom mjestu djelovali sve do poslije Drugog svjetskog rata, kada je rad škole zabranjen, a zgrada je oduzeta i pretvorena u Dom za ratnu siročad. Šezdesetih godina prošlog stoljeća zdanje je dobilo nove stanare: Radiopostaju, Centar za kulturu, redakciju brčanskog lista Graditelj te Savez izviđača. Prije desetak godina u toj se zgradi nalazio Radio Brčko, međutim zdanje je u tako lošem stanju da je sada napušteno.

## Državna bolnica od 1939. do 1974.
Prva opća bolnica u Brčkom otvorena je 1866. godine. U brčansku bolnicu sestre milosrdnice su započele s radom 1939. godine, na poziv ravnatelja  dr. Ante Kovačevića. Bolničku zajednicu su sačinjavale u početku tri sestre, a prva starješina je bila sestra Ljudevita Lasić. Ta zajednica je bila propisno osnovana dopuštenjem Nadbiskupskog ordinarijata u Sarajevu od 12. rujna 1939. godine. 
Osoblje države bolnice otvorene 15. studenog 1939. godine činile su sestre milosrdnice i to: Ljudevita Lasić, starješina; Laposlava Kunder, Kruna Pažulj, I. savjetnica; Larga Horvatić, II. savjetnica; Milija Posarić i Doroteja Marjanović.
Ugovorom s upravom bolnice sklopljen je tek 25. svibnja 1940. godine, i to u trenutku kad se počela nazirati mogućnost rješenja tadašnjeg spornog pitanja - bolničke kapele. Bolnica, naime, nije imala svoju kapelu i sestre su morale ići na svetu misu u župnu crkvu, zbog čega nisu mogle blagovremeno stizati na posao. Budući da je to stvaralo sestrama poteškoće, pomišljalo se i na to da napuste bolnicu. 
Dr. Ante Kovačević je dva mjeseca nakon sklopljenog ugovora premješten iz Brčkog u Senj za ravnatelja tamošnje bolnice, a u Brčko je došao novi ravnatelj, dr. Kraljić. Ali, ni on pitanje bolničke kapele nije mogao odmah riješiti. Tek 1942. godine bolnica dobiva svoju kapelicu i svećenika koji je sestrama izjutra u odgovarajuće vrijeme služio svetu misu.
Zajednica sestara u državnoj bolnici u Brčkom bila je suočena s izuzetno teškim okolnostima djelovanja tijekom poslijeratnog razdoblja. U ratno doba bolnica je bila u neposrednoj blizini bojišta. U svibnju 1945. godine jedan vojnik bacio je upravnici zajednice, Ljudeviti Lasić, pod noge bombu, pri čemu je ona zadobile teške tjelesne ozljede i morala je odležati u bolnici punih sedam mjeseci. Godine 1945. sestru Ljudevitu je u upravničkoj službi zamijenila sestra Eleuterija Raspor. 
Nakon rata sestre su bile optužene za zločin počinjen 18. svibnja 1946. godine. Nakon četničkog upada u bolnicu, tijekom čega su ubijena dva časnika Jugoslavenske armije, u Brčkom je u svibnju 1946. godine bila uhićena skupina od šest sestara, koje su u toj bolnici djelovale kao bolničarke. U pritvoru su zadržane mjesec dana, bez provedenog ispitivanja, a nakon mjesec dana bile su puštene na slobodu i vraćane na svoja radna mjesta u bolnici, sve osim sestre Eleuterijane Raspor. Ona je optužena za sudjelovanje u zločinu, zbog toga je prvobitno osuđena na kaznu smrti strijeljanjem, a potom na petnaest godina zatvora.
Nove vlasti su zatvorile kapelu u i zabranile sestrama spavanje u bolnici. Slijedom te zabrane, sestre su se iz bolnice morale iseliti. Od 1949. godine sestre su vjersko odijelo morale zamijeniti građanskim, na što u početku nisu htjele pristati, zbog čega su uslijedili otkazi. Prva je dobila otkaz sestra Raspor, a na druge se vršio pritisak da pristanu na civil, pri čemu ih nisu pustili da odu iz bolnice, jer nisu imali nikoga za rad. Sestre su ipak na to morale pristati te su ostale djelovati u bolnici. U pomoć im pristiže župnik, koji ih prima u župničku kuću.  
Godine 1973. sestre koje rade u bolnici, a to je još samo sestra Doroteja Marjanović dobile su jedan stan u Ulici Steve Sidora. S Dorotejom, koja u to vrijeme vrši u zajednici dužnost upraviteljice, sele se u taj stan sestra Baldomira i sestra Dragutina. Međutim, već 1. listopada 1974. godine umirovljuje se i sestra Doroteja , te u brčanskoj bolnici nema više sestara.
Od tada, njih tri, prema sporazumu s novim župnikom vode brigu o crkvi, crkvenom pjevanju, sviranju i katehezi.

## Župni ured od 1982. do 1984.
Sestra Baldomira je poslije poslije premještena u Ptuj, a sestra Doroteja je ubrzo preminula. Umrla je 12. ožujka 1977. godine i pokopana je na brčanskom groblju. Zadnjih dana sestru Doroteju je njegovala njena majka. Stanarsko pravo pokojne sestre Doroteje prešlo je na njenu majku s kojom u stanu u Ulici Steve Sidora ostaje sestra Dragutina. Ona se kao sakristanka i dalje brine za uređivanje crkve i katehizira. Poslije kod nje dolazi sestra Tinka Mikić, te tako u tom stanu žive te dvije sestre.
Godine 1984. ostaje nakratko u Brčkom opet samo jedna sestra-sestra Dragutina Katić, i to radi uređivanje župne crkve. Ali već, 30. srpnja umire. Sahranjena je na brčanskom groblju, uz sestru Doroteju Marjanović. Nakon toga u Brčkom više nema bijelih sestara, koje su u Brčkom djelovale od 1886. do 1984. godine.

## Sestre upravnice i starješine
Sestre upravnice katoličke škole od 1866. do 1949.
- Filoteja Gliederer (1866. — 1890.)
- Lina Ježek (1890.-1892)
- Alberta Matašić (1892. — 1898.)
- Marina Skovčonek (1898. — 1906.)
- Gilberta Šalamon (1906. — 1907.)
- Izabela Đuraj  (1907. — 1908.)
- Vilanova Grgić (1914. — 1919.)
- Natanaela Gorničec  (1919. — 1922)
- Paulina Majaron (1922. — 1928.)
- Arkanđela Hreščak (1928. — 1931.)
- Nimfa Petrović (1931. — 1932.)
- Andreja Valjavec (1932. — 1938.)
- Altonela Pecše (1938. — 1939.)
- Sebalda Gabrić (1939. — 1939.)
- Ignacija Pavičić  (1939. — 1942.)
- Bosiljka Mesner (1942. — 1945.)
- Krizina Vragović (1945. — 1947.)
- Gnacija Gostinčar (1947. — 1949.)

Sestre starješine u bolnici od 1939. do 1974.
- Ljudevita Lasić (1939. — 1945.)
- Eleuterija Raspor (1945. — 1946.)
- Rozeta Kranjc (1946. — 1949.)
- Baldomira Piletić (1950. — 1956.)
- Ljudevita Lasić (1956. — 1962.)
- Baldomira Piletić  (1962. — 1968.)
- Doroteja Marjanović (1968. — 1974.)

Vođenje domaćinstva u župnom dvoru od 1982. do 1984.
- Dragutina Katić (1982. —  1984.)

## Sestre milosrdnice
Rođene u Brčkom
- Falkonerija Mićanović
- Hosana Cvjetković
- Veronika Parić
- Silvija Pranjić
- Marta Krnjić
- Antonija Vidović
- Elizabeta Mišić
- Ignacija Mišić
- Eugenija Katić
- Arkanđela Ikić
- Nedjeljka Katić
- Stanislava Lamešić
- Ljudevita Mateljić
- Tomislava Barišić
- Ljiljana Mišić
- Ksenija Ikić
- Lovrina Androšević
- Hijacinta Pranjić
- Marinka Tunjić
- Andreja Lacić
- Branka Ikić
- Miranda Tunjić
- Goreti  Andrić
- Edita Lukić
- Nives Marković
- Maurina Senjić
- Blaženka Mićanović
- Bernarda Lukić
- Rafael Ilić
- Lidija Tufekčić
- Karmen Mićanović
- Ljiljana Nikić
- Ljerka Zečević
- Marjeta Milić
- Tina Filipović
- Cecilija Mićanović
- Karolina Mićanović
- Blanka Mićanović
- Maris Stela Mićanović
- Gabrijela Ikić
- Jelena Ikić
- Elizabeta Ikić
- Monika Ikić
- Rahela Brkić
- Gordana Zečević

Sahranjene u Brčkom
- Benvenuta Malčić
- Florida Milanja
- Agatangela Špoljar
- Doroteja Marjanović
- Dragutina Katić

## Kazneni progoni
Sestra Eleurina Marija Raspor je osuđena 4. kolovoza 1946. godine na Divizijskom vojnom sudu u Sarajevu, Vojnom vijeću u Tuzli. Proglašena je krivom zbog toga što je sudjelovala u terorističkoj organizaciji u Brčkom  i pokazala gdje leži u bolnici poručnik Jugoslavenske vojske i još jedan časnik, koje su odmetnici tom prilikom ubili. Uz to, proglašena je krivom zbog materijalnog pomaganja razbojničkim skupinama, te za protivrežimski govor. Za ta navodna djela, osuđena je na kaznu smrti strijeljanjem i trajan gubitak političkih i pojedinih građanskih prava. No, pravomoćnom presudom Vrhovnog suda Jugoslavenske armije od 2. rujna 1946. godine kazna je bila preinačena u dvadeset godna lišenja slobode i pet godina gubitka političkih i građanskih prava. Uvaženom molbom za pomilovanje, upućenom Prezidijumu Narodne skupštine FNR Jugoslavije 9. rujna 1950. godine, sestri Raspor je kazna bila snižena s dvadeset na petnaest godina zatvora.  
Druga sestra iz Brčkog za koju postoji zapis o kaznenom progonu je Viola Marija Vrbanić, koja je tijekom rata bila učiteljica u katoličkoj školi u Brčkom, a potom, nakon smjene vlasti i zabrane prosvjetnog djelovanja, djelovala je u bolnici u Brčkom kao bolničarka.

## Vanjske povezice
- Izložba ‘Sestre milosrdnice u Brčkom 1886-1984’